# Амміан Марцеллін
Амміа́н Марцеллі́н (лат. Ammianus Marcellinus, * близько 330 —  кінець 400) — римський військовик та історик, автор праці з історії Римської держави «Діяння» (лат. «Res gestae»). Останній великий представник римської історіографії.

## Біографія
Амміан Марцеллін народився в Антіохії на Оронті, у родині, що належала до привілейованого грецького прошарку. Себе він називає «людиною благородного звання»[1, c. 176]. Дата народження точно не встановлена. Більшість дослідників вказують середню дату — 330 р.
Отримав наукову освіту в Антіохії, потім поступив на військову службу. Служив офіцером особистої імператорської гвардії (protector domesticus). У 353 р. був зарахований до штабу Урсіцина, якого потім супроводжував до Германії, Галлії та Месопотамії. У 363 р. взяв участь в поході Юліана Відступника проти персів. Після  смерті імператора Юліана повернувся в своє рідне місто.
Ймовірно, між 363 і 380 рр. подорожував Єгиптом, Грецією та Фракією. Близько 380 р. перебрався до Риму, де і жив до кінця свого життя. Там він у 390 р. почав писати велику історичну працю, що мала заголовок «Rerum gestarum libri XXXI». Також підтримував дружні стосунки з представниками язичницької аристократії, зокрема Квінтом Аврелієм Сіммахом.
Амміан Марцеллін спілкувався з відомим ритором Лібанієм. Збереглися листи Лібанія, а яких він звертається до Марцелліна «люб'язний Амміан».

## Праці
Єдина його праця, що дійшла до нашого часу — «Діяння» («Res gestae») латинською мовою. Вперше її знайшов гуманіст Поджо Браччоліні в середині XV ст.
Першопочатково складалась із 31 книги, з яких збереглися лише останні 18 (з XIV до XXXI), що охоплюють період римської історії від 353 до 378 рр. Втрата перших 13-ти книг позбавляє нас важливої інформації щодо воєнної політики Діоклетіана (284—305 рр.) і Костянтина (306—337 рр.). Амміан Марцеллін спочатку мав намір закінчити свою працю смертю Юліана (363 р.). Про такий план свідчить, перш за все, вступ до XV—XXV книг, що висуває на перший план особистість Юліана.
Твір починається історією правління Нерви і, таким чином, може вважатися продовженням праць Тацита і Светонія. Закінчується праця смертю імператора Валента (378 р.).
По глибині аналізу, ступеню деталізації і рівню достовірності викладеного матеріалу з твором Амміана не може зрівнятися жодна історична праця сучасної йому епохи. При всьому прагненні до узагальнень, аналогій, паралелізмів, виявлення загального Марцеллін мислить конкретно-історично і пише насамперед соціально-політичну історію.
У збережених книгах, крім історії свого часу, яку Амміан викладає правдиво, як очевидець і учасник подій, він дає ще цікаві нариси звичаїв і географічні описи. Розвиток дії урізноманітнюють досить часті географо-етнографічні, суспільно-політичні і природно-наукові відступи, а також промови, побудовані відповідно до основоположних правил риторики, і листи. Оповідання дуже живе і нерозтягнуте, навіть в деталях.
Амміан Марцеллін не пише безлико. Він, наприклад, не приховує свого глибокого захоплення Юліаном Відступником, хоча і не страждає некритичністю. Сам язичник, він поважає християн і християнство.
На формування світогляду Марцелліна та особливості його історіописання вплинули філософські твори Платона, Арістотеля, Цицерона, Діона Хрісостома, а також політичні твори Полібія і Тацита. Особливу роль в аналізі уявлень Амміана Марцелліна про структури державного управління, його оцінки різних процесів соціального характеру відіграють законодавчі джерела — кодекси Феодосія і Юстиніана.
Амміан Марцеллін дає яскраву картину побуту і звичаїв, як римської аристократії, так і простого народу Риму. Більше уваги історик приділяє аристократії, яка піддається більш жорсткій критиці. Амміан користується переважно загальними термінами, хоча іноді прямо вказує, що під «знаттю» він розуміє, перш за все, сенаторів (XXVIII. 4.17). Таким чином, спершу складається враження, що Марцеллін звертається до вищого стану в цілому і в своїх критичних зауваженнях не робить різниці між окремими категоріями аристократії. З одного боку, та частина аристократії, яка представляла старі патриціанські родини, практично не критикується істориком. У той час як більшість нової міської знаті, що розбагатіла завдяки інтригам і отриманим званням, викликає презирство і ненависть Марцелліна (XIV. б. 12-18 ; XIX. 12.1-6; XXVI. 6.7; XXVIII. 1.3356). З іншого боку, Марцеллін з глибокою повагою розповідає про деяких представників знаті, які належать до кругу Сіммаха. Однак, префект преторія Проб (XXVII. 11.1-5), префект Рима Лампадій (XXVII. 3.5) і знатна родина Аніциїв (XVI. 8.13) отримують вкрай негативну оцінку Амміана, незважаючи на те, що так само належать до стародавніх аристократичних родів.
Значну увагу Амміан Марцеллін приділяє проблемі наслідування імператорської влади та її джерелам. Процедура виборів імператора описується Марцелліном досить докладно. Історик наводить загальну схему виборів імператора, в якій фігурують дві інстанції: рада вищих чинів (як правило, військових) і армія.
У своїй праці Марцеллін проявив себе як консерватор і мораліст. Політичні погляди автора тісно пов'язані з його морально-етичними уявленнями: гідний правитель повинен володіти певними чеснотами (XXIX 2. 20), імператор, що наділений ними, виконує приречення долі. Історик створює концепцію «доброго правителя» (civilis princeps) (XXVII 6. 12) — милосердного і справедливого батька і захисника підданих, оборонця кордонів; Марцеллін протиставляє його тирану, котрий залежить від придворних підлабузників і страшиться втратити свою владу. «Добрими правителями» Амміан вважає Адріана і Марка Аврелія, але ідеалом імператора є для нього Юліан, «воїн і мудрець», «філософ на троні». У творі міститься певна політична програма, спрямована проти імператора Феодосія I Великого, який з точки зору історика привів імперію до кризи. Враховуючи політичну тенденційність Марцелліна, який взяв активну участь у створенні міфу про Юліана Відступника, "Діяння " слід розглядати як історичне джерело, що вимагає обережного ставлення. На думку сучасних дослідників, Амміан Марцеллін не був свідком багатьох подій Перського походу, і навіть невідомо, якими були його службові обов'язки під час кампанії. Складається враження, що опис бойових дій Марцелліном — це свідома інформаційна «операція прикриття», метою якої було приховування факту воєнного та морально-психологічного розгрому римської армії у Месопотамії влітку 363 року.
У той же час, твір Амміана Марцелліна «Історія» (в оригіналі «Res Gestae» («Діяння»), належить до числа найбільш значних в історичній літературі Стародавнього Риму. Більш того, він являє собою останній видатний твір цього жанру, а Марцеллін по праву іменується «останнім великим істориком Риму».
Найбільшу цінність для дослідників минулого Північного Причорномор'я становлять описи гунів і аланів, запозичені Амміаном Марцелліном із джерел, близьких за часом до нього. Він описав зовнішність представників цих племен, їхній кочовий спосіб життя, військові звичаї, навів відомості про їхню міграцію від Азовського моря до Дунаю, про воєнні зіткнення гунів з аланами, назвав імена їхніх вождів. У географічному та етнографічному екскурсі про Північне Причорномор'я Амміан описав Східну Європу спираючись на джерела, що беруть початок, з одного боку, від Гекатея Мілетського й інших письменників 6—5 століття до нашої ери, з іншого — від творів римських авторів. Амміан не турбувався про те, щоб наведені ним відомості належали до одного й того самого часу. Наприклад, він поставив у спільний ряд гелонів, неврів, агатірсів, відомих з «Історії» Геродота, й аланів і роксоланів, що з'явилися значно пізніше. У некритичній компіляції Марцелліна містяться деякі унікальні відомості, що їх, однак, у більшості випадків важко датувати.